# Shirin van Anrooij
Shirin van Anrooij (Goes, 5 febbraio 2002) è una ciclista su strada, ciclocrossista e duatleta olandese che corre per i team Lidl-Trek e Baloise Trek Lions. Su strada è stata campionessa europea Juniores a cronometro nel 2019, e Under-23 a cronometro e in linea nel 2022, mentre nel ciclocross ha vinto il titolo mondiale Juniores nel 2020 e il titolo europeo Under-23 nel 2021.

## Palmarès

### Strada
- 2019 (Juniores, tre vittorie)

Campionati olandesi, Prova a cronometro Junior
Campionati europei, Prova a cronometro Junior
2ª tappa Watersley Ladies Challenge (Munstergeleen > Sittard-Geleen, cronometro)
- 2022 (Trek-Segafredo, tre vittorie)

Campionati olandesi, Prova a cronometro Under-23
Campionati europei, Prova a cronometro Under-23
Campionati europei, Prova in linea Under-23
- 2023 (Trek-Segafredo, tre vittorie)

Trofeo Alfredo Binda - Comune di Cittiglio
5ª tappa Tour de l'Avenir (Saint-Gervais Mont Blanc > Sainte-Foy-Tarentaise)
Classifica generale Tour de l'Avenir

#### Altri successi
- 2019 (Juniores)

Classifica giovani Watersley Ladies Challenge
- 2021 (Trek-Segafredo)

Classifica giovani Tour de Feminin-O cenu Českého Švýcarska
- 2022 (Trek-Segafredo)

Classifica giovani Tour de France
Vårgårda West Sweden TTT (cronosquadre)
1ª tappa Madrid Challenge by La Vuelta (Marina de Cudeyo), cronosquadre
- 2023 (Trek-Segafredo)

Classifica giovani Vuelta a Burgos Feminas
Classifica scalatrici Tour de l'Avenir
- 2024 (Trek-Segafredo)

Classifica giovani Setmana Ciclista - Volta a la Comunitat Valenciana fémines
Classifica giovani Vuelta a Burgos Feminas
Classifica giovani Thüringen Ladies Tour

### Cross
- 2019-2020 (Juniores) (quattro vittorie)

Grand Prix Garage Collé, Elite (Pétange)
Campionati olandesi, Junior
Grand Prix de la Commune de Contern, Elite  (Contern)
Campionati del mondo, Juniores
- 2021-2022 (Baloise Trek-Lions, tre vittorie)

JingleCross #1 (Iowa City)
Campionati europei, Under-23
Cyclocross Gullegem (Gullegem)
- 2022-2023 (Baloise Trek-Lions, sette vittorie)

Beekse Bergen World Cup, 5ª prova Coppa del Mondo
Zilvermeercross (Mol)
Cyclocross Gavere (Gavere, 11ª prova Coppa del mondo)
Azencross (Loenhout)
Duinencross (Koksijde, 5ª prova X2O Badkamers Trofee)
Cyclocross Zonhoven (Zonhoven, 12ª prova Coppa del mondo)
Campionati del mondo, Under-23
- 2023-2024 (Baloise Trek-Lions, una vittoria)

Trek Cup (Waterloo)

## Piazzamenti

### Grandi Giri
- Giro d'Italia

2023: 29ª
- Tour de France

2022: 14ª
2024: 13ª

### Classiche
- Trofeo Alfredo Binda

2022: 13ª
2023: vincitrice
2024: 23ª
- Giro delle Fiandre

2023: 8ª
2024: 3ª
- Freccia Vallone

2022: 13ª
2023: 15ª
2024: 39ª
- Liegi-Bastogne-Liegi

2021: 48ª
2022: 16ª
2023: 15ª
2024: 18ª

### Competizioni mondiali
- Campionati del mondo su strada

Yorkshire 2019 - Cronometro Junior: 2ª
Yorkshire 2019 - In linea Junior: 44ª
Wollongong 2022 - Cronometro Elite: 13ª
Wollongong 2022 - Cronometro Under-23: 2ª
Wollongong 2022 - In linea Elite: 51ª
Wollongong 2022 - In linea Under-23: 12ª
Glasgow 2023 - Staffetta mista: 7ª
Glasgow 2023 - In linea Under-23: 2ª
Glasgow 2023 - In linea Elite: 13ª
- Campionati del mondo di ciclocross

Bogense 2019 - Under-23: 16ª
Dübendorf 2020 - Junior: vincitrice
Ostenda 2021 - Under-23: ritirata
Fayetteville 2022 - Under-23: 2ª
Hoogerheide 2023 - Under-23: vincitrice
- Campionati del mondo gravel

Belgio 2024 - Elite: 31ª

### Competizioni europee
- Campionati europei su strada

Alkmaar 2019 - Cronometro Junior: vincitrice
Alkmaar 2019 - In linea Junior: 8ª
Plouay 2020 - Cronometro Junior: 4ª
Plouay 2020 - In linea Junior: 13ª
Trento 2021 - Cronometro Under-23: 8ª
Trento 2021 - In linea Under-23: 6ª
Anadia 2022 - Cronometro Under-23: vincitrice
Anadia 2022 - In linea Under-23: vincitrice
Drenthe 2023 - Cronometro Elite: 19ª
Drenthe 2023 - Staffetta mista: 4ª
Drenthe 2023 - In linea Elite: 17ª
- Campionati europei di ciclocross

Rosmalen 2018 - Under-23: 15ª
Silvelle 2019 - Junior: 3ª
Rosmalen 2020 - Under-23: 5ª
Drenthe-Col du VAM 2021 - Under-23: vincitrice
Namur 2022 - Under-23: 3ª